# سینه‌سرخ باگوبو
سینه‌سرخ باگوبو یا لیکو باگوبو (نام علمی: Leonardina woodi) یک گونه پرنده تک‌نماد است که طبقه‌بندی آن دستخوش چندین تغییر شده است و در حال حاضر به عنوان مگس‌گیران (Muscicapidae) یا مگس‌گیران جهان قدیم طبقه‌بندی می‌شود. این گیاه بومی فیلیپین است که تنها در میندانائو یافت می‌شود.
زیستگاه آن در جنگل‌های کوهستانی نمناک تا ارتفاع ۲۰۳۰ متری از سطح دریا است. این نام از قبیلهٔ باگوبو گرفته شده است.
اطلاعات زیادی دربارهٔ این پرنده به دلیل ماهیت بسیار پنهان آن در دست نیست.
عمدتاً در جنگل‌های نمناک میان‌کوهی و کوهستانی با ارتفاع ۵۰۰ تا ۲۰۰۰ متر یافت می‌شود. این پرنده کم‌ارتفاع است که هرگز به ارتفاع ۵ متر از کف جنگل نمی‌رسد.